# Hofheim am Taunus

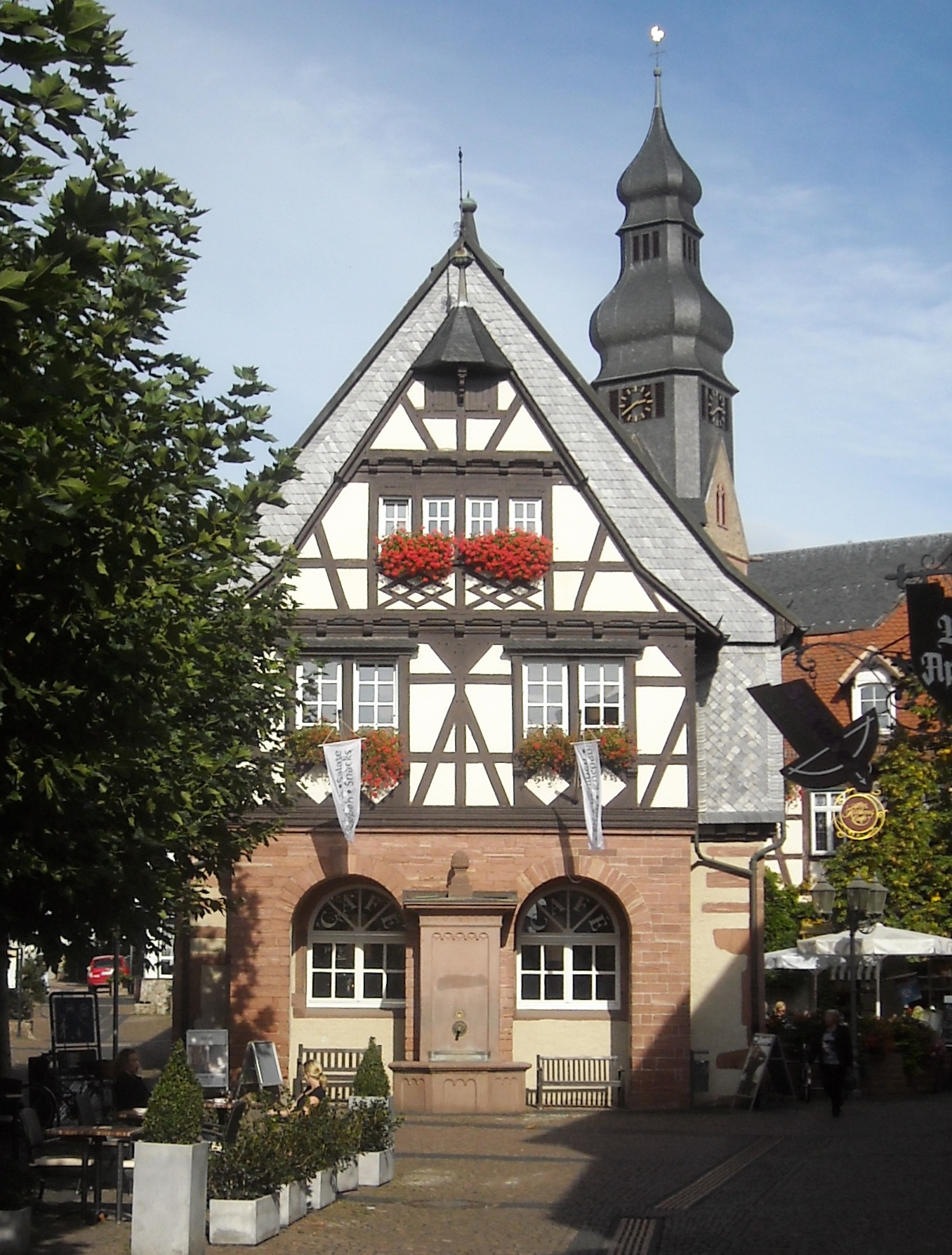
Ratusz w Hofheim am Taunus

Hofheim am Taunus – miasto powiatowe w Niemczech, w kraju związkowym Hesja, w rejencji Darmstadt, siedziba powiatu Main-Taunus. Miasto graniczy od północy z Eppstein i Kelkheim (Taunus), od wschodu z Frankfurtem nad Menem, Kriftel i Hattersheim am Main, od południa z Flörsheim am Main i Hochheim am Main, od zachodu z Wiesbaden. Położone jest na skraju zalesionego masywu gór Taunus.
W mieście działa teatr letni, jest ono również gospodarzem wielu plenerowych festiwali. Znajdujące się tutaj Muzeum Miejskie, zbudowane na fundamencie XVIII-wiecznego zabytkowego gospodarstwa, prezentuje głównie zbiory historyczne. W mieście znajduje się także park wodny.
Miasto partnerskie Pruszcza Gdańskiego.

## Współpraca
- Chinon, Francja
- Tiverton, Wielka Brytania
- Buccino, Włochy
- Pruszcz Gdański, Polska